# Anywhere You Go
Anywhere You Go è l'album d'esordio di David Pack, ex cantante degli Ambrosia.

## Tracce
1. Anywhere You Go – 3:10
2. I Just Can't Let Go – 3:19
3. Won't Let You Lose Me – 4:08
4. My Baby – 2:50
5. The Girl is Gone – 2:48
6. She Don't – 2:55
7. Do Ya – 3:17
8. Prove Me Wrong – 2:16
9. No Direction – 2:53
10. Psychosis – 3:47
11. Just Be You – 4:37